# Tour of Iran (Azerbaigian) 2023
Il Tour of Iran (Azerbaigian) 2023, trentaseiesima edizione della corsa, valevole come prova dell'UCI Asia Tour 2023 categoria 2.1, si svolse in cinque tappe dal 27 agosto al 31 agosto 2023 su un percorso di 821,9 km, con partenza e arrivo a Tabriz, nell'Azerbaigian iraniano. La vittoria fu appannaggio dell'iraniano Saeid Safarzadeh, il quale completò il percorso in 19h59'36", alla media di 42,109 km/h, precedendo l'ucraino Anatoliy Budyak e il kazako Anton Kuzmin.
Sul traguardo di Tabriz 70 ciclisti, su 82 partenti, portarono a termine la competizione.

## Tappe
| Tappa  | Data      | Percorso                                   | km    | Vincitore di tappa    | Leader cl. generale |
| ------ | --------- | ------------------------------------------ | ----- | --------------------- | ------------------- |
| 1ª     | 27 agosto | Tabriz > Urmia                             | 153,8 | Lucas Carstensen      | Lucas Carstensen    |
| 2ª     | 28 agosto | Tabriz > Jolfa (Aras Free Zone)            | 148,9 | Lucas Carstensen      | Lucas Carstensen    |
| 3ª     | 29 agosto | Jolfa (Aras Free Zone) > Shabestar (Benis) | 128,3 | Jambaljamts Sainbayar | Lucas Carstensen    |
| 4ª     | 30 agosto | Tabriz > Sarein                            | 210,3 | Anatoliy Budyak       | Daniil Marukhin     |
| 5ª     | 31 agosto | Sarein > Tabriz                            | 197,9 | Saeid Safarzadeh      | Saeid Safarzadeh    |
| Totale | Totale    | Totale                                     | 839,2 |                       |                     |

## Squadre e corridori partecipanti
Al via 22 formazioni.
| N.    | Cod. | Squadra                           |
| ----- | ---- | --------------------------------- |
| 1-6   | MSV  | Mes Sungun-Azad                   |
| 11-15 | AAM  | Almaty Astana Motors              |
| 21-26 | TSG  | Terengganu Polygon Cycling Team   |
| 31-36 | TCC  | Thailand Continental Cycling Team |
| 41-45 | TYD  | Tianyoude Hotel Cycling Team      |
| 51-54 | FMT  | Ferei Mongolia Team               |
| 61-66 | R0I  | Roojai Online Insurance           |
| 71-76 | MTR  | Matrix Powertag                   |

| N.      | Cod. | Squadra                            |
| ------- | ---- | ---------------------------------- |
| 81-85   | VSC  | NSJBI Victoria Sports Cycling Team |
| 91-95   | UNI  | Universe Cycling Team              |
| 101-106 | KGB  | Kelapa Geding Bikers               |
| 111-116 | VSM  | Vino SKO Team                      |
| 121-126 | ICP  | Iraq Cycling Project               |
| 131-136 | IRN  | Iran                               |
| 141-144 | IRQ  | Iraq                               |

## Dettagli delle tappe

### 1ª tappa
- 27 agosto: Tabriz > Urmia – 153,8 km

Risultati
| Pos. | Corridore        | Squadra  | Tempo    |
| ---- | ---------------- | -------- | -------- |
| 1    | Lucas Carstensen | Roojai   | 3h20'07" |
| 2    | Jarri Stravers   | Universe | s.t.     |
| 3    | Georgios Bouglas | Matrix   | s.t.     |

| Pos. | Corridore        | Squadra  | Tempo    |
| ---- | ---------------- | -------- | -------- |
| 1    | Lucas Carstensen | Roojai   | 3h19'57" |
| 2    | Jarri Stravers   | Universe | a 4"     |
| 3    | Mehdi Sohrabi    | Iraq CT  | s.t.     |

### 2ª tappa
- 28 agosto: Tabriz > Jolfa (Aras Free Zone) – 148,9 km

Risultati
| Pos. | Corridore           | Squadra     | Tempo    |
| ---- | ------------------- | ----------- | -------- |
| 1    | Lucas Carstensen    | Roojai      | 3h01'14" |
| 2    | Ali Labib Shotorban | Mes Sungun  | s.t.     |
| 3    | Sar. Sirironnachai  | Thailand CT | s.t.     |

| Pos. | Corridore           | Squadra    | Tempo    |
| ---- | ------------------- | ---------- | -------- |
| 1    | Lucas Carstensen    | Roojai     | 6h20'58" |
| 2    | Ali Labib Shotorban | Mes Sungun | a 15"    |
| 3    | Jarri Stravers      | Universe   | a 17"    |

### 3ª tappa
- 29 agosto: Jolfa (Aras Free Zone) > Shabestar (Benis) – 128,3 km

Risultati
| Pos. | Corridore          | Squadra    | Tempo    |
| ---- | ------------------ | ---------- | -------- |
| 1    | Jambalj. Sainbayar | Terengganu | 3h15'17" |
| 2    | Georgios Bouglas   | Matrix     | s.t.     |
| 3    | Daniil Marukhin    | Vino SKO   | s.t.     |

| Pos. | Corridore          | Squadra    | Tempo    |
| ---- | ------------------ | ---------- | -------- |
| 1    | Lucas Carstensen   | Roojai     | 9h36'15" |
| 2    | Jambalj. Sainbayar | Terengganu | a 10"    |
| 3    | Georgios Bouglas   | Matrix     | a 13"    |

### 4ª tappa
- 30 agosto: Tabriz > Sarein – 210,3 km

Risultati
| Pos. | Corridore        | Squadra    | Tempo    |
| ---- | ---------------- | ---------- | -------- |
| 1    | Anatoliy Budyak  | Terengganu | 5h37'10" |
| 2    | Daniil Marukhin  | Vino SKO   | s.t.     |
| 3    | Saeid Safarzadeh | Tianyoude  | s.t.     |

| Pos. | Corridore        | Squadra    | Tempo     |
| ---- | ---------------- | ---------- | --------- |
| 1    | Daniil Marukhin  | Vino SKO   | 15h13'38" |
| 2    | Anatoliy Budyak  | Terengganu | s.t.      |
| 3    | Saeid Safarzadeh | Tianyoude  | a 06"     |

### 5ª tappa
- 31 agosto: Sarein > Tabriz – 197,9 km

Risultati
| Pos. | Corridore        | Squadra    | Tempo    |
| ---- | ---------------- | ---------- | -------- |
| 1    | Saeid Safarzadeh | Tianyoude  | 4h46'02" |
| 2    | Anatoliy Budyak  | Terengganu | a 23"    |
| 3    | Anton Kuzmin     | Almaty     | a 30"    |

| Pos. | Corridore        | Squadra    | Tempo     |
| ---- | ---------------- | ---------- | --------- |
| 1    | Saeid Safarzadeh | Tianyoude  | 19h59'36" |
| 2    | Anatoliy Budyak  | Terengganu | a 21"     |
| 3    | Anton Kuzmin     | Almaty     | a 42"     |

## Evoluzione delle classifiche
| Tappa              | Vincitore             | Classifica generale Maglia gialla | Classifica a punti Maglia verde | Classifica scalatori Maglia a pois | Classifica miglior giovane Maglia bianca | Classifica a squadre            |
| ------------------ | --------------------- | --------------------------------- | ------------------------------- | ---------------------------------- | ---------------------------------------- | ------------------------------- |
| 1ª                 | Lucas Carstensen      | Lucas Carstensen                  | Mehdi Sohrabi                   | Jacob Buijk                        | Vladimir Koltunov                        | Universe Cycling Team           |
| 2ª                 | Lucas Carstensen      | Lucas Carstensen                  | Mehdi Sohrabi                   | Saeid Safarzadeh                   | Ali Labib Shotorban                      | Terengganu Polygon Cycling Team |
| 3ª                 | Jambaljamts Sainbayar | Lucas Carstensen                  | Mehdi Sohrabi                   | Saeid Safarzadeh                   | Ali Labib Shotorban                      | Terengganu Polygon Cycling Team |
| 4ª                 | Anatoliy Budyak       | Daniil Marukhin                   | Mehdi Sohrabi                   | Saeid Safarzadeh                   | Ali Labib Shotorban                      | Terengganu Polygon Cycling Team |
| 5ª                 | Saeid Safarzadeh      | Saeid Safarzadeh                  | Mehdi Sohrabi                   | Saeid Safarzadeh                   | Rudolf Remkhi                            | Terengganu Polygon Cycling Team |
| Classifiche finali | Classifiche finali    | Saeid Safarzadeh                  | Mehdi Sohrabi                   | Saeid Safarzadeh                   | Rudolf Remkhi                            | Terengganu Polygon Cycling Team |

## Classifiche finali

### Classifica generale - Maglia gialla
| Pos. | Corridore        | Squadra     | Tempo     |
| ---- | ---------------- | ----------- | --------- |
| 1    | Saeid Safarzadeh | Tianyoude   | 15h59'36" |
| 2    | Anatoliy Budyak  | Terengganu  | a 21"     |
| 3    | Anton Kuzmin     | Almaty      | a 42"     |
| 4    | Adne van Engelen | Roojai      | a 1'08"   |
| 5    | Metkel Eyob      | Terengganu  | a 1'10"   |
| 6    | Daniil Marukhin  | Vino SKO    | a 1'14"   |
| 7    | Rudolf Remkhi    | Almaty      | a 1'15"   |
| 8    | José Mendes      | NSJBI       | a 1'30"   |
| 9    | Th. Chaiyasombat | Thailand CT | a 1'36"   |
| 10   | Bold Iderbold    | Ferei       | a 1'45"   |

### Classifica a punti - Maglia verde
| Pos. | Corridore               | Squadra  | Punti |
| ---- | ----------------------- | -------- | ----- |
| 1    | Mehdi Sohrabi           | Iraq CP  | 18    |
| 2    | Myagmarsuren Baasankhuu | Ferei    | 12    |
| 3    | Ratchanon Yaowarat      | Thailand | 12    |
| 4    | Polychronis Tzortzakis  | Roojai   | 10    |
| 5    | Amartuvshin Battsengel  | Ferei    | 8     |

### Classifica scalatori - Maglia a pois
| Pos. | Corridore              | Squadra    | Punti |
| ---- | ---------------------- | ---------- | ----- |
| 1    | Saeid Safarzadeh       | Tianyoude  | 50    |
| 2    | Francisco Mancebo      | Matrix     | 26    |
| 3    | Anatoliy Budyak        | Terengganu | 21    |
| 4    | Anton Kuzmin           | Almaty     | 19    |
| 5    | Amartuvshin Battsengel | Ferei      | 15    |

### Classifica miglior asiatico - Maglia bianca
| Pos. | Corridore           | Squadra    | Punti     |
| ---- | ------------------- | ---------- | --------- |
| 1    | Rudolf Remkhi       | Almaty     | 20h00'51" |
| 2    | Abdullah Wehbi      | Iraq       | a 1'00"   |
| 3    | Ali Labib Shotorban | Mes Sungun | a 1'10"   |
| 4    | Nikita Bezruchko    | Almaty     | a 1'18"   |
| 5    | Mohammad Darzi      | Iraq CP    | a 2'23"   |

### Classifica a squadre
| Pos. | Squadra                           | Tempo     |
| ---- | --------------------------------- | --------- |
| 1    | Terengganu Polygon Cycling T.     | 60h02'35" |
| 2    | Almaty Astana Motors              | a 47"     |
| 3    | Thailand Continental Cycling Team | a 1'48"   |
| 4    | Mes Sungun-Azad                   | a 2'08"   |
| 5    | Matrix Powertag                   | a 2'24"   |